# Amy Heckerling
Amy Heckerling (Bronx, 1954. május 7. –) amerikai filmrendező, forgatókönyvíró és filmproducer.
A leginkább filmvígjátékok, illetve romantikus filmek rendezéséről ismert Heckerling az egyik legsikeresebb hollywoodi női filmrendező. Fontosabb filmjei közt található a Változó világ (1982), az Európai vakáció (1985), a Nicsak, ki beszél! (1989), a Nicsak, ki beszél még! (1990) és a Spinédzserek (1995).

## Filmográfia

### Film
| Év   | Magyar cím              | Eredeti cím                          | Feladatkör | Feladatkör | Feladatkör |
| Év   | Magyar cím              | Eredeti cím                          | Rendező    | Író        | Producer   |
| ---- | ----------------------- | ------------------------------------ | ---------- | ---------- | ---------- |
| 1977 |                         | Getting It Over With (rövidfilm)     | Igen       | Igen       | Nem        |
| 1982 | Változó világ           | Fast Times at Ridgemont High         | Igen       | Nem        | Nem        |
| 1984 | Johnny DeVeszélyes      | Johnny Dangerously                   | Igen       | Nem        | Nem        |
| 1985 | Európai vakáció         | National Lampoon's European Vacation | Igen       | Nem        | Nem        |
| 1989 | Nicsak, ki beszél!      | Look Who's Talking                   | Igen       | Igen       | Nem        |
| 1990 | Nicsak, ki beszél még!  | Look Who's Talking Too               | Igen       | Igen       | Nem        |
| 1993 | Nicsak, ki beszél most! | Look Who's Talking Now               | Nem        | Nem        | Koproducer |
| 1995 | Spinédzserek            | Clueless                             | Igen       | Igen       | Igen       |
| 1998 | Diszkópatkányok         | A Night at the Roxbury               | Nem        | Nem        | Igen       |
| 1999 | Molly, vár a világ      | Molly                                | Nem        | Nem        | Vezető     |
| 2000 | Lúzer                   | Loser                                | Igen       | Igen       | Igen       |
| 2007 | Anyád lehetnék          | I Could Never Be Your Woman          | Igen       | Igen       | Nem        |
| 2012 | Szívós csajok           | Vamps                                | Igen       | Igen       | Nem        |

### Televízió
| Év      | Magyar cím                    | Eredeti cím          | Feladatkör | Feladatkör | Feladatkör | Feladatkör | Megjegyzések |
| Év      | Magyar cím                    | Eredeti cím          | Rendező    | Producer   | Író        | Alkotó     | Megjegyzések |
| ------- | ----------------------------- | -------------------- | ---------- | ---------- | ---------- | ---------- | ------------ |
| 1986    |                               | Fast Times           | Igen       | Igen       | Igen       | Nem        | 3 epizód     |
| 1988    |                               | Life on the Flipside | Nem        | Nem        | Igen       | Nem        | tévéfilm     |
| 1991-92 |                               | Baby Talk            | Nem        | Igen       | Nem        | Igen       | 35 epizód    |
| 1996-99 | Spinédzserek                  | Clueless             | Igen       | Igen       | Vezető     | Igen       | 4 epizód     |
| 2005    | Office                        | The Office           | Igen       | Nem        | Nem        | Nem        | 1 epizód     |
| 2012    | Gossip Girl – A pletykafészek | Gossip Girl          | Igen       | Nem        | Nem        | Nem        | 2 epizód     |
| 2015-17 |                               | Red Oaks             | Igen       | Nem        | Nem        | Nem        | 6 epizód     |
| 2020    |                               | Royalties            | Igen       | Nem        | Nem        | Nem        | 10 epizód    |

## Fordítás
- Ez a szócikk részben vagy egészben  az   Amy Heckerling című angol Wikipédia-szócikk fordításán alapul.  Az eredeti cikk szerkesztőit annak laptörténete sorolja fel. Ez a jelzés csupán a megfogalmazás eredetét és a szerzői jogokat jelzi, nem szolgál a cikkben szereplő információk forrásmegjelöléseként.